# Parris Campbell
Parris Campbell (Akron, Ohio, 16 de julio de 1997) es un jugador profesional estadounidense de fútbol americano que se desempeña en la posición de wide receiver en New York Giants, equipo de la National Football League (NFL).

## Carrera
Fue seleccionado en la segunda ronda en la Reunión Anual de Selección de Jugadores de la NFL de 2019. Hizo su debut profesional con el equipo Indianapolis Colts, en el cual jugó cuatro temporadas (2019-2023), luego pasó a New York Giants, donde lleva jugando una temporada.